# Poticiok, Sneatîn
Poticiok (în ucraineană Потічок) este o comună în raionul Sneatîn, regiunea Ivano-Frankivsk, Ucraina, formată numai din satul de reședință.

## Demografie
Componența lingvistică a comunei Poticiok
     Ucraineană (99,83%)
     Alte limbi (0,17%)
Conform recensământului din 2001, majoritatea populației comunei Poticiok era vorbitoare de ucraineană (99,83%), existând în minoritate și vorbitori de alte limbi.